# Fritz Kauffmann (Jurist)
Fritz Kauffmann (* 21. Juli 1886 in Ingelheim; † 15. November 1971 in Stuttgart) war ein deutscher Jurist und Ministerialrat.

## Leben
Er war Kulturdezernent im Kultusministerium Baden-Württemberg in Stuttgart. Er hatte unter Kultminister Theodor Heuss eine herausragende Stellung im Kultusbetrieb des Landes Baden-Württemberg. Das Theater, die Staatsgalerie, die Kunsthochschule, die Hochschule für Musik und das Landesmuseum in Stuttgart erhielten unter seiner Führung ab 1945 neue Leiter. Er war auch geschäftsführender Vorsitzender der Stuttgarter Philharmoniker.
Auf Kauffmanns Initiative berief Theodor Heuss den Maler Willi Baumeister im März 1946 als Professor an die unter Kauffmann neu konstituierte Staatliche Akademie der Bildenden Künste Stuttgart.
Für seine Verdienste um den Kulturbetrieb in Baden-Württemberg erhielt er 1953 auf Vorschlag von Reinhold Maier das Bundesverdienstkreuz. Bis zu seinem Tod war er Ehrenmitglied des Deutschen Bühnenvereins, der Stuttgarter Philharmoniker und des Philharmonischen Chores.
Sein Urgroßvater Ernst Friedrich Kauffmann war Komponist und Mathematikprofessor in Ludwigsburg und zählte zum Freundeskreis von Eduard Mörike und war neben Louis Hetsch Widmungsträger von Mörikes Mozart auf der Reise nach Prag (1855). Der Großonkel Karl Emil Kauffmann (1836–1909) war Universitätsmusikdirektor in Tübingen.
Fritz Kauffmann führte die Kunstsammlung seiner Vorfahren weiter, welche er unter seinem Namen als Sammlung Dr. Fritz Kauffmann der Öffentlichkeit zugänglich machen wollte. Sie war von 1965 bis 1991 im Wilhelmspalais in Stuttgart ausgestellt und wurde von seinem Sohn an das Literaturarchiv Marbach veräußert.
Mit seiner Ehefrau Charlotte hatte er den Sohn Hans Joachim Kauffmann, den er in den Musikbetrieb in Baden-Württemberg und später Bremen einführte und protegierte.
Im Juni 2019 kam das Bild "Die blaue Mauer" von Willi Baumeister aus Kauffmanns Nachlass von seinen Erben in Berlin zur Versteigerung und wechselte für 50.000 Euro den Besitzer.